# Johann Michael Kratz
Johann Michael Kratz (oft, besonders in Autographen, Krâtz, seltener auch als Kraatz geschrieben) (* 8. Februar 1807 in Hildesheim; † 24. Juli 1885 ebenda) war ein deutscher Historiker und Bibliothekar an der Dombibliothek Hildesheim.

## Leben
Johann Michael Kratz wurde 1807 in Hildesheim als Sohn des Tischlermeisters Josef Kratz und der Katharina Deister geboren. Eigentlich sollte er nach Wunsch der Eltern bei seinem Onkel Heinrich Kratz das Uhrmacherhandwerk erlernen. Die Pfarrgeistlichen ermöglichten ihm jedoch den Besuch des Gymnasiums Josephinum in Hildesheim. Im Anschluss studierte Kratz in Hildesheim Theologie und in Gießen Geschichte und Germanistik und schloss 1832 die Promotion ab.
Durch die Ehe 1831 mit Maria Anna Siry (geborene Hentrich) und nach ihrem Tod 1847 durch die Ehe 1848 mit Friederike Bischoff konnte Kratz, finanziell abgesichert, sich ganz seinen Studien widmen und arbeitete an der Dombibliothek Hildesheim zur Bistumsgeschichte. Hier ist besonders sein dreibändiges Werk zum Dom zu Hildesheim hervorzuheben, dessen Bände 2 und 3 im Jahr 1840 erschienen, in dem Jahr, in dem er durch Bischof Eduard Jakob Wedekin zum 2. Bibliothekar ernannt wurde. Die Erfüllung seines eigentlichen Wunsches, 1. Bibliothekar zu werden, war nicht möglich, da zu dem Zeitpunkt dieses Amt noch Geistlichen vorbehalten war.
Johann Michael Kratz setzte sich sehr stark für die Sicherung des historischen Wissens ein, das durch die Folgen der Säkularisation drohte verloren zu gehen. Hier konnte er sich besonders auf seine persönlichen Netzwerke stützen. So befinden sich dank seiner Kontakte heute noch zahlreiche mittelalterliche und nachmittelalterliche Professzettel aus dem Kloster St. Michael in der Dombibliothek. Das akribische Abschreiben von Dokumenten und Inschriften rettete viele Informationen zur Hildesheimer Geschichte zumindest in Kopie vor dem Verlust durch den Zweiten Weltkrieg. Mehrere mittelalterliche Inschriften sind nur in den Abzeichnungen Kratz’ erhalten.
Als Historiker gewann er regional und überregional an Ansehen. Den Direktorposten des Germanischen Nationalmuseums in Nürnberg lehnte er ab, wurde aber Ständiges Mitglied des dortigen Gelehrtenausschusses. Kratz erhielt die Goldene Ehrenmedaille für Kunst und Wissenschaft und den Guelphen-Orden vierter Klasse. Gelegentliche Zuwendungen vom königlichen Hof von Hannover sind ebenfalls belegt. Nach seinem Tod 1885 ließ der letzte Hannoversche Kronprinz Ernst August von Hannover ihm noch zusätzliche Ehren zukommen, indem er Palmzweige auf den Sarg von Kratz legen ließ.

## Schriften
- Wozu dienten die Doppelchöre in den alten Cathedral-, Stifts- und Klosterkirchen? Lösung der Frage durch eine urkundlich- historische Darstellung. In: Zeitschrift des Harzvereins. Hildesheim 1876, S. 62–63.
- Kratz, Johann Michael: Der Dom zu Hildesheim, seine Kostbarkeiten, Kunstschätze und sonstige Merkwürdigkeiten (Hildesheimer historische Mitteilungen Bd. 2). Neued., 1. Aufl. Hildesheim 2013.